# Raïon de Mourovani Kourylivtsi
Le raïon de Mourovani Kourylivtsi (ukrainien : Мурованокуриловецький район) est une subdivision administrative de l'oblast de Vinnytsia, dans l'Ouest de l'Ukraine. Son centre administratif est la ville de Mourovani Kourylivtsi.